# Georges Cousin
Georges Cousin (Georges Lucien Paul Constant Cousin) est un homme politique français, né le 21 août 1886 à Paris 8e et mort le 7 février 1942 à Gambais en Seine-et-Oise. Il se marie avec Andrée Lucienne Anne Marie Hervé le 04 décembre 1916. Ils eurent trois enfants, Michel Cousin (née en 1917), Daniel Cousin (1924) et Claudine Cousin. 

## Biographie
Ancien élève du Lycée Carnot, Georges Cousin effectue ensuite de brillantes études de médecine. Après avoir servi pendant la Première Guerre mondiale, il devient un important spécialiste de l'ophtalmologie.
Parallèlement, il s'investit dans des organisations politiques très marquées à droite, adhérant notamment à la Solidarité française pour laquelle il prononce des conférences.  En 1934, il se porte candidat à une élection législative partielle dans le 9e arrondissement de Paris sous les couleurs du Parti républicain national et social. Élu, il adhère au groupe de la Fédération républicaine. Président du groupe interparlementaire de défense contre la maçonnerie, constitué en juillet 1934, il reconstitue en 1935 l'Union antimaçonnique de France, qu'il préside.
Réélu en 1936, il siège toujours au groupe de la Fédération républicaine mais réoriente ses positions politiques dans un sens plus modéré en devenant président du Comité de défense des libertés républicaines et de sympathie pour le PSF.
Mobilisé pendant la Drôle de guerre, il reprend ses fonctions de médecin militaire. Le 10 juillet 1940, il vote en faveur de la Remise des pleins pouvoirs au Maréchal Pétain et meurt un an et demi plus tard.

## Sources
- « Georges Cousin », dans le Dictionnaire des parlementaires français (1889-1940), sous la direction de Jean Jolly, PUF, 1960 [détail de l’édition]